# Sloboda-Cerneatînska, Jmerînka
Sloboda-Cerneatînska (în ucraineană Слобода-Чернятинська) este un sat în comuna Cerneatîn din raionul Jmerînka, regiunea Vinnița, Ucraina.

## Demografie
Componența lingvistică a localității Sloboda-Cerneatînska
     Ucraineană (74,37%)
     Rusă (23,1%)
     Romani (1,81%)
     Alte limbi (0,36%)
Conform recensământului din 2001, majoritatea populației localității Sloboda-Cerneatînska era vorbitoare de ucraineană (74,37%), existând în minoritate și vorbitori de rusă (23,1%) și romani (1,81%).